# Kortesjärvi
Kortesjärvi var en kommun i landskapet Södra Österbotten i Finland. Kommunen hade 2 275 invånare (2008), på en yta av 333,51 km².
Den 1 januari 2009 förenades Kortesjärvi jämte Alahärmä och Ylihärmä med Kauhava stad.
Kortesjärvi var enspråkigt finskt.

## Styre och politik

### Mandatfördelning i Kortesjärvi kommun, valen 1976–2004
| 2 | 1 | 18 |

| 2 | 16 | 1 | 2 |

| 2 | 16 | 3 |

| 2 | 1 | 16 | 2 |

| 2 | 16 | 1 | 2 |

| 2 | 16 | 1 | 2 |

| 1 | 16 | 4 |

| 2 | 15 | 4 |

| 13 | 8 |

### Vänorter
- Södra Vi, Sverige [5]
- Mustjala, Estland [6]